# Uni Girona Club de Bàsquet
El UNI Girona es un equipo de baloncesto femenino con sede en Gerona, España. Milita en la Liga Femenina.

## Historia
El Club UNI Girona nació en el año 2005 con la fusión de los equipos C.E. Santa Eugènia de Ter y el C.B. Vedruna.
A fecha de hoy es el club de baloncesto femenino más importante de la ciudad y uno de los más importantes de Cataluña y España.
Compite en la Liga Femenina desde la temporada 2009/10.
En la temporada 2010/11 el equipo hace una gran temporada y queda clasificado en 5.º lugar, al que le da derecho a jugar competiciones Europeas pero por falta de presupuesto no se inscribe en la competición. 
La temporada 2011/12 consigue clasificarse por primera vez para la Copa de la Reina y acaba tercer clasificado de la liga regular con lo que se clasifica para los playoffs también por primera vez.
El 23 de abril de 2015 se proclama campeón de la Liga Femenina, por primera vez en su historia, tras derrotar en el Playoff final (0-2) al Perfumerías Avenida con el factor cancha en contra.

## Trayectoria
| Temporada | Nivel | División        | Pos. | G–P   | Postemporada               | Copa de la Reina | Supercopa      | Competiciones europeas | Competiciones europeas |
| --------- | ----- | --------------- | ---- | ----- | -------------------------- | ---------------- | -------------- | ---------------------- | ---------------------- |
| 2005–06   | 3     | 1ª Nacional     | ?    | –     | Ascenso                    |                  |                |                        |                        |
| 2006–07   | 2     | Liga Femenina 2 | 7º   | 12–14 |                            |                  |                |                        |                        |
| 2007–08   | 2     | Liga Femenina 2 | 2º   | 21–5  | Semifinales por el ascenso |                  |                |                        |                        |
| 2008–09   | 2     | Liga Femenina 2 | 1º   | 26–2  | Ascenso                    |                  |                |                        |                        |
| 2009–10   | 1     | Liga Femenina   | 5º   | 13–13 |                            |                  |                |                        |                        |
| 2010–11   | 1     | Liga Femenina   | 5º   | 13–13 |                            |                  |                |                        |                        |
| 2011–12   | 1     | Liga Femenina   | 3º   | 18–8  | Semifinales                | Semifinales      |                |                        |                        |
| 2012–13   | 1     | Liga Femenina   | 3º   | 15–5  | Semifinales                | Semifinales      | Subcampeonas   |                        |                        |
| 2013–14   | 1     | Liga Femenina   | 5º   | 11–11 |                            |                  |                |                        |                        |
| 2014–15   | 1     | Liga Femenina   | 2º   | 23–3  | Campeonas                  | Semifinales      |                |                        |                        |
| 2015–16   | 1     | Liga Femenina   | 4º   | 15–8  | Subcampeonas               | Semifinales      | Campeonas      | (1) Euroliga           | FG                     |
| 2016–17   | 1     | Liga Femenina   | 2º   | 21–5  | Subcampeonas               | Subcampeonas     |                | (2) EuroCup            | R8                     |
| 2017–18   | 1     | Liga Femenina   | 2º   | 23–3  | Subcampeonas               | Subcampeonas     | Subcampeonas'  | (2) EuroCup            | QF                     |
| 2018–19   | 1     | Liga Femenina   | 2º   | 22–4  | Campeonas (2º)             | Subcampeonas     | Subcampeonas   | (2) EuroCup            | SF                     |
| 2019–20   | 1     | Liga Femenina   | 2º   | 18–4  | —                          | Subcampeonas     | Campeonas (2º) | (2) EuroCup            | QF                     |
| 2020–21   | 1     | Liga Femenina   | 3º   | 26–4  | Semifinales                | Subcampeonas     | Semifinalistas | (1) Euroliga           | QF                     |
| 2021–22   | 1     | Liga Femenina   | 3º   | 25–5  | Semifinales                | Subcampeonas     | Semifinalistas | (1) Euroliga           | FG                     |
| 2022–23   | 1     | Liga Femenina   | 2º   | 24–6  | Cuartos de final           | Cuartos de final | Campeonas (3º) | (1) Euroliga           | FG                     |
| 2023–24   | 1     | Liga Femenina   | 4º   | 18–12 | Semifinales                | Cuartos de final |                | (2) EuroCup            | SF                     |
| 2024–25   | 1     | Liga Femenina   | 1º   | 26–4  | Semifinales                | Semifinales      |                | (2) EuroCup            | QF                     |

## Palmarés

### Palmarés Nacional
- Liga Femenina (2)
  - Campeón: 2014-15, 2018-19.
  - Subcampeón: 2015-16, 2016-17, 2017-18.
- Copa de la Reina (1)
  - Campeón: 2021.
  - Subcampeón: 2017, 2018, 2019, 2020, 2022.
- Supercopa de España (3)
  - Campeón: 2015, 2019, 2022
  - Subcampeón: 2012, 2017, 2018.